# Луцій Геганій Мацерін
Лу́цій Гега́ній Мацері́н (? — після 378 року до н. е.) — політичний діяч Римської республіки.

## Життєпис
Походив з патриціанського роду Геганіїв. Про родини та особисте життя немає відомостей.
У 378 році до н. е. його було обрано військовим трибуном з консульською владою разом з Спурієм Фурієм Медулліном, Ліцінієм Мененієм Ланатом, Марком Горацієм Пульвіллом, Квінтом Сервілієм Фіденатом і Публієм Клелієм Сікулом. Трибуни проводили війну проти вольськів, які вторглися до Риму. За цю каденцію були відновлені та реформовані правила царя Сервія Туллія стосовно різних коміцій. Цього ж року було встановлено дипломатичні стосунки з Діонісієм I тираном Сиракуз.
Подальша доля Луція Геганія невідома.